# Franz Pfyffer von Altishofen (XVII secolo)

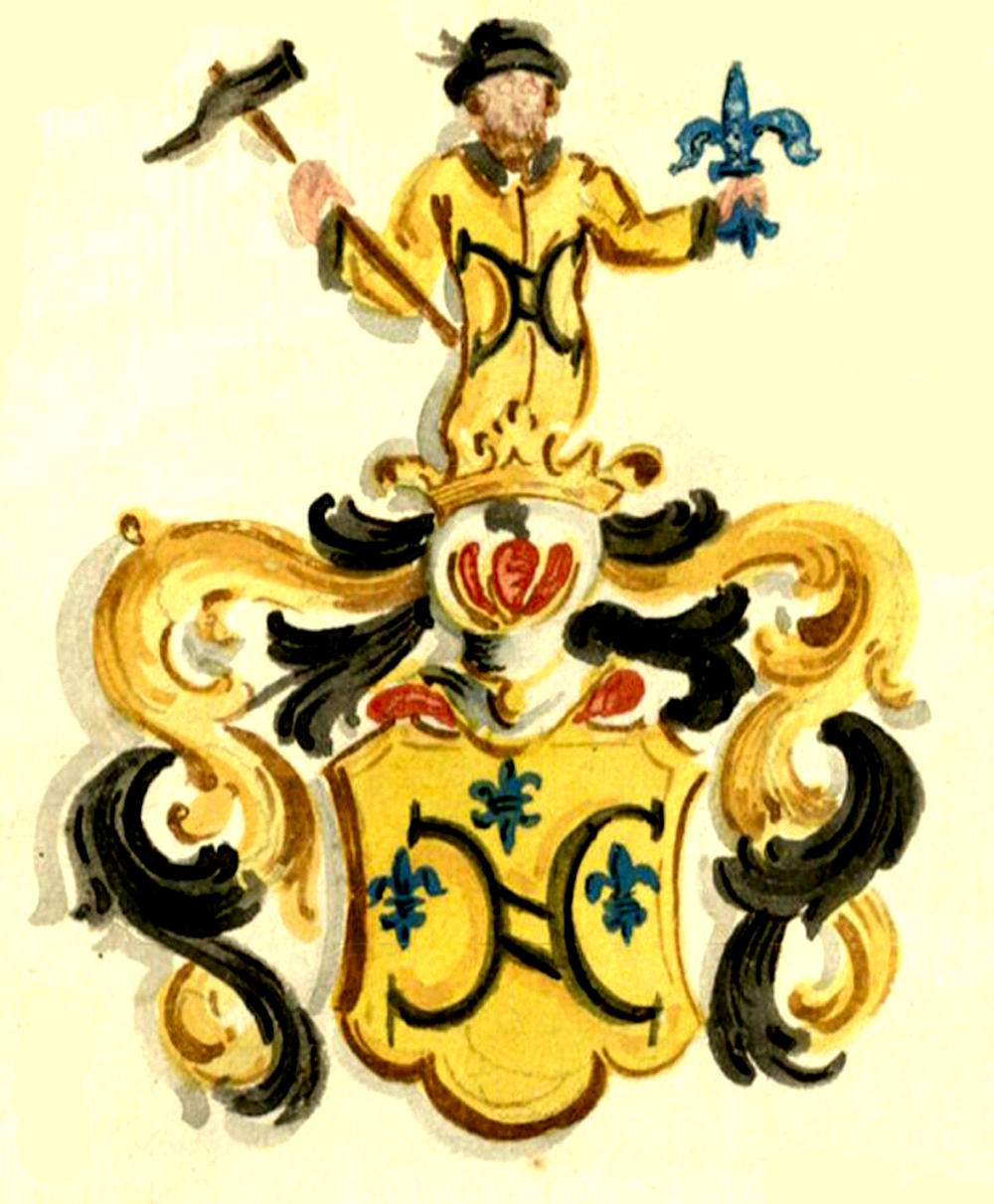
Stemma Pfyffer-Altishofen

Franz Pfyffer von Altishofen (Lucerna, 1623 – Roma, 1696) è stato un ufficiale svizzero, comandante della Guardia Svizzera.

## Biografia
Franz Pfyffer von Althishofen nacque a Lucerna ed era imparentato con i fratelli Johann Rudolf e Ludwig Pfyffer von Altishofen, suoi predecessori nella carica di comandante delle guardie svizzere pontificie.
Egli entrò nel corpo delle guardie svizzere nel 1646 assieme al cugino Johann Rudolf e militò nel corpo per i successivi quarant'anni, ottenendo incarichi e promozioni sotto il governo di Johann Rudolf prima e Ludwig poi. Nel 1686, alla morte del cugino, venne prescelto quale suo successore ma con scarsi risultati dal momento che le nuove situazioni politiche e sociali all'interno dello Stato della Chiesa ed i rapporti con la Confederazione Elvetica avevano creato non pochi problemi di ordine e disciplina non solo tra le guardie del corpo ma anche nei rapporti con la Curia romana.
La città di Lucerna si vide costretta a pensare ad un altro candidato da sostituire a Franz Pfyffer von Altishofen, ma questi morì di un attacco cardiaco nel 1696 dopo dieci anni di mandato.